# Solohæfte
| Portal | Portal:Disney |

 Solohæfte  eller Solo-hæfte er en ekstraudgivelse som supplement til Anders And & Co., som kom sideløbende dengang bladet var et månedsblad. De startede med lidt ujævne intervaller i 1950, men kom efterhånden hver måned ligesom hovedbladet. I starten var det tegneserieudgaver af Walt Disney-tegnefilm af spillefilmslængde som f.eks. Snehvide og de syv små dværge, og de fortsatte også med at indgå i hæfterne, men efterhånden kom der også historier med  de populære figurer fra bladet, der var så lange at de fyldte et helt hæfte, det kunne være Anders And på Grønland, Anders And og den gyldne Hjelm eller Mickey Mouse på den mystiske farm eller Den snedige Onkel Joakim. Disse historier var meget populære blandt bladenes trofaste læsere.
Andre solohæfter kunne være flere korte historier, der havde det tilfælles, at de havde samme hovedfigur fra bladenes universer eller det kunne være Juleparade, hvor det simpelthen bare var julehistorier med forskellige hovedfigurer, da Solohæfterne blev indstillet blev den rolle især overtaget af lommeudgivelsen Anders And Mandelgaven. Der kom også Ferieparade i sommerferietiden, hvor der ofte ikke var nogen ligheder mellem historierne, det var bare lidt ekstra ferielæsning for børnene med "blandede bolsjer."
I 1955 lukkede man officielt Solohæfterne, da hovedbladet blev et fjortendagesblad, men hvert andet nummer var en slags solohæfte den første tid, f.eks. kom der et nummer udelukkende med Fedtmule-historier, som er et af de mest efterspurgte numre hos tegneserieantikvariater. De lange historier blev i stedet fra 1959 brugt som føljetoner i bladet.
Otte år senere genoplivedes denne hæfteform i form af månedshæfterne.

## Eksterne links
- Solohæfte på INDUCKS